# Triplaris
Genre
Classification phylogénétique
Triplaris est un genre de plantes à fleurs de la famille des Polygonaceae. Ce sont des arbres dioïques originaires des Antilles et d'Amérique centrale.

## Liste d'espèces
Selon Catalogue of Life (29 octobre 2018) :
- Triplaris americana L.
- Triplaris caracasana Cham.
- Triplaris cumingiana Fisch. & Mey. ex C. A. Mey.
- Triplaris dugandii J. Brandbyge
- Triplaris efistulifera Britton ex Rusby
- Triplaris fulva Huber
- Triplaris gardneriana Wedd.
- Triplaris longifolia Huber
- Triplaris matogrossensis J. Brandbyge
- Triplaris melaenodendron
- Triplaris moyobambensis J. Brandbyge
- Triplaris peruviana Fisch. & Mey. ex C. A. Mey.
- Triplaris physocalyx J. Brandbyge
- Triplaris poeppigiana Wedd.
- Triplaris punctata Standl.
- Triplaris purdiei Meisn.
- Triplaris setosa Rusby
- Triplaris vestita Rusby
- Triplaris weigeltiana (Reichenbach) Kuntze

Selon GRIN (29 octobre 2018) :
- Triplaris americana L.
- Triplaris cumingiana Fisch. & C. A. Mey.
- Triplaris melaenodendron (Bertol.) Standl. & Steyerm.
- Triplaris weigeltiana (Rchb.) Kuntze

Selon ITIS (29 octobre 2018) :
- Triplaris americana L.
- Triplaris caracasana Cham.
- Triplaris cumingiana Fisch. & C.A. Mey. ex C.A. Mey.

Selon NCBI (29 octobre 2018) :
- Triplaris americana
- Triplaris caracasana
- Triplaris cumingiana
- Triplaris dugandii
- Triplaris gardneriana
- Triplaris longifolia
- Triplaris melaenodendron
- Triplaris peruviana
- Triplaris poeppigiana
- Triplaris punctata
- Triplaris purdiei
- Triplaris setosa
- Triplaris weigeltiana

Selon The Plant List (29 octobre 2018) :
- Triplaris americana L.
- Triplaris caracasana Cham.
- Triplaris cumingiana Fisch. & C.A.Mey.
- Triplaris dugandii Brandbyge
- Triplaris efistulifera Rusby
- Triplaris fulva Huber
- Triplaris gardneriana Wedd.
- Triplaris longifolia Huber
- Triplaris melaenodendron (Bertol.) Standl. & Steyerm.
- Triplaris moyobambensis Brandbyge
- Triplaris peruviana Fisch. & Meyer ex C.A. Meyer
- Triplaris physocalyx Brandbyge
- Triplaris poeppigiana Wedd.
- Triplaris punctata Standl.
- Triplaris purdiae Meisn.
- Triplaris purdiei Meisn.
- Triplaris setosa Rusby
- Triplaris vestita Rusby
- Triplaris weigeltiana (Rchb.) Kuntze

Selon Tropicos (29 octobre 2018) (Attention liste brute contenant possiblement des synonymes) :
- Triplaris americana L.
- Triplaris arnottiana Meisn.
- Triplaris auriculata Meisn.
- Triplaris boliviana Britton
- Triplaris bonplandiana Wedd.
- Triplaris brachystachya (Benth.) Endl.
- Triplaris brasiliana Cham.
- Triplaris caracasana Cham.
- Triplaris colombiana Meisn.
- Triplaris coriacea H. Karst.
- Triplaris corylifolia (Griseb.) Kuntze
- Triplaris crenata Casar.
- Triplaris cumingiana Fisch. & C.A. Mey.
- Triplaris dugandii Brandbyge
- Triplaris efistulifera Rusby
- Triplaris estriata Kuntze
- Triplaris euryphylla S.F. Blake
- Triplaris felipensis Wedd.
- Triplaris formicosa S. Moore
- Triplaris fulva Huber
- Triplaris gardneriana Wedd.
- Triplaris glaziovii Taub.
- Triplaris guanaiensis Rusby
- Triplaris guaranitica Chodat
- Triplaris guayaquilensis Wedd.
- Triplaris hispida Britton ex Rusby
- Triplaris laurifolia Schltdl. & Cham.
- Triplaris laxa S.F. Blake
- Triplaris lindeniana Wedd.
- Triplaris longifolia Huber
- Triplaris macombii Donn. Sm.
- Triplaris macrocalyx Casar.
- Triplaris martiana Fisch. & C.A. Mey. ex C.A. Mey.
- Triplaris matogrossensis Brandbyge
- Triplaris melaenodendron (Bertol.) Standl. & Steyerm.
- Triplaris moyobambensis Brandbyge
- Triplaris noli-tangera Wedd.
- Triplaris noli-tangere Wedd.
- Triplaris pachau Mart.
- Triplaris pavonii Meisn.
- Triplaris peruviana Fisch. & E. Mey. ex C.A. Mey.
- Triplaris physocalyx Brandbyge
- Triplaris poeppigiana Wedd.
- Triplaris polystachya (Griseb.) Kuntze
- Triplaris punctata Standl.
- Triplaris purdiei Meisn.
- Triplaris pyramidalis Jacq.
- Triplaris ramiflora Jacq.
- Triplaris salicifolia Cham. & Schltdl.
- Triplaris scandens (Casar.) Cocucci
- Triplaris schomburgkiana Benth.
- Triplaris schomburgkii Benth.
- Triplaris setosa Rusby
- Triplaris siphonopetala H. Gross
- Triplaris speciosa Taub.
- Triplaris surinamensis Cham.
- Triplaris tenuiflora (Benth.) Endl.
- Triplaris tomentosa Wedd.
- Triplaris triflora (Griseb.) Kuntze
- Triplaris vahliana Fisch. & C.A. Mey. ex C.A. Mey.
- Triplaris vestita Rusby
- Triplaris weigeltiana (Rchb.) Kuntze
- Triplaris williamsii Rusby